# Фэйрхерст, Энгус
Энгус Фэйрхерст (англ. Angus Fairhurst; 4 октября 1966 — 29 марта 2008) — английский художник, работавший в жанрах инсталляции, фотографии и видео-арта. Входил в группу молодых британских художников (YBAs).

## Биография
Энгус Фэйрхерст родился в городке Пембери графства Кент. Учился в Школе Джадда в 1978—1985 годах, и Кентерберийском художественном колледже в 1985—1986 годах, а в 1989 году окончил факультет изобразительного искусства Голдсмитского колледжа, где учился в том же году, что и Дэмьен Херст. В феврале 1988 года Фэйрхерст организовал показ студенческих работ, который стал предшественником шоу Freeze, организованным Херстом в июле 1988 года с шестнадцатью другими студентами из Голдсмитс, включая Фэйрхерста. Фэйрхерст и Херст стали близкими друзьями и сотрудничали во многих проектах. Фэйрхерст также несколько лет был партнером, а иногда и соратником Сары Лукас .

## Творчество
Он работал в различных жанрах, включая видео-арт, фотографию и живопись, а также известен скульптурами горилл. Работы Фэйрхерста выставлялись в различных музеях, включая такие как Центр искусств Уокера, Королевская академия художеств и галерее Тейт.

### Гориллы
Работы Фэйрхерста часто содержали визуальные искажения и шутки. В качестве примера можно привести его рисунок гориллы, которая держит рыбу под мышкой и смотрит на тарелку с чипсами.
Фэйрхерст начал использовать горилл в своём творчестве с 1993 года в создании рисованной анимации и мультфильмов, где животные, которыми часто были гориллы, наделялись человеческими чертами. Гориллы попадали в абсурдные и комичные ситуации, красили сами себя, пили в баре в компании других животных. Исследуя потенциал горилл в выражении человеческих качеств, эта серия рисунков также намекает на качества животных, присущие людям, и как заметил куратор Клари Уоллис: «[показывая] противостояние между человеком и зверем, гориллы Фэйрхерста подчеркивают механику нашего ума приматов».
В 1995 году, на основе этих ранних рисунков, Фэйрхерст создал серию бронзовых фигур горилл, и вскоре после этого изображение гориллы было воплощено в видео художника, одетого в костюм гориллы. Художник вспомнил, как в этот момент горилла стала выражением своего собственного двойника:
Я начал использовать гориллу как своего рода обычного человека. Я использовал его в своей работе, «Дешевый и неприхотливый костюм гориллы» [1995]. Этот огромный толстый костюм был немного безвкусным. Я показал снимающим его с себя. Под этим большим волосатым мужским существом, в конце концов, я был тощим худощавым чудаком. [Фоторабота] Пьета (1996) — это образ нежности о борьбе между альтер эго — гориллой — и самим собой и, конечно же, матерью.

## Кончина
Фэйрхерст проводил выставку в Sadie Coles HQ в Лондоне. 29 марта 2008 года, в последний день своей персональной выставки в галерее, он был найден повешенным на дереве в отдаленном горном лесу недалеко от Моста Орхи в Шотландии; по всей видимости, он покончил с собой